# Amalienstraße (Weimar)

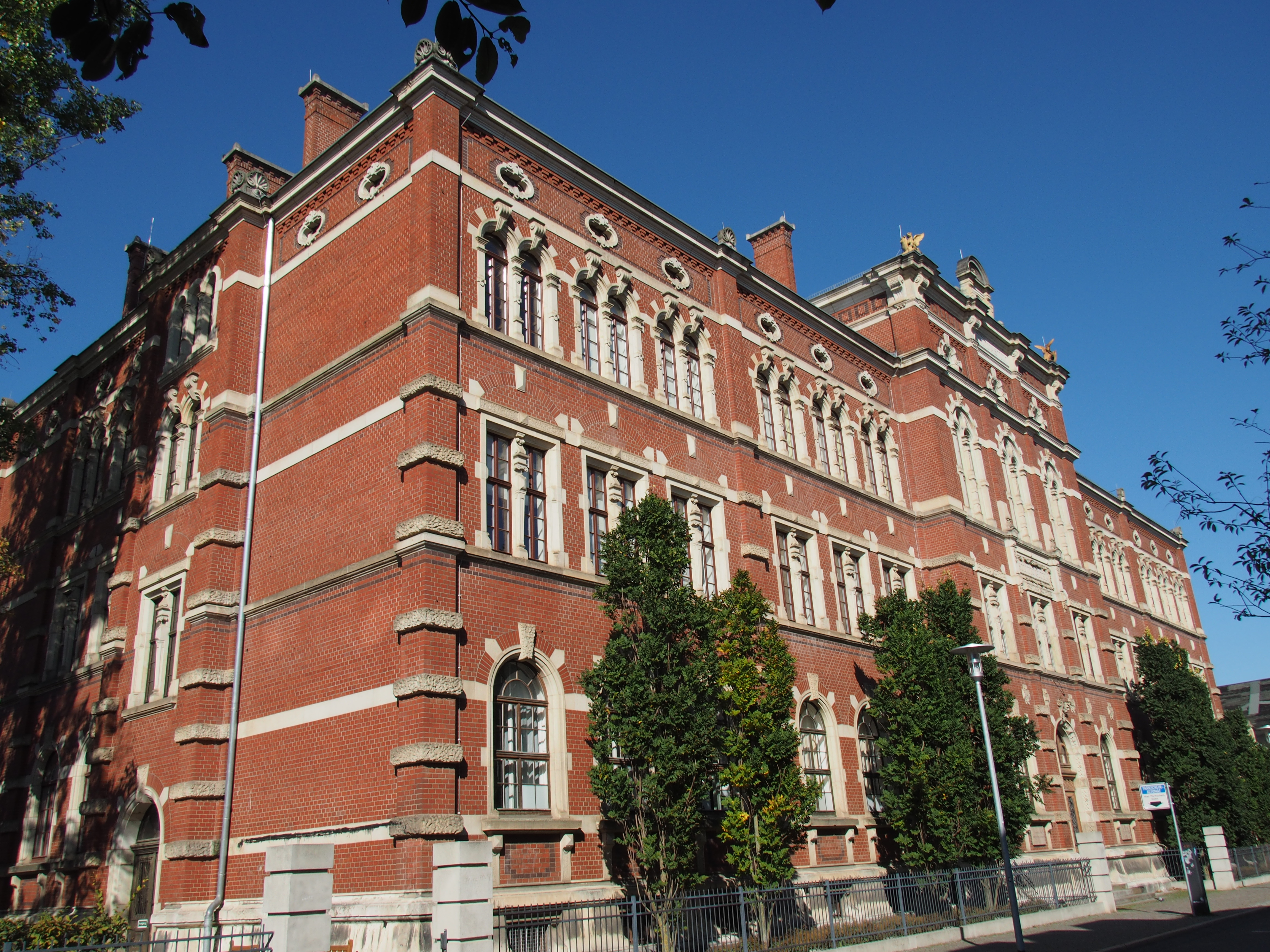
Goethegymnasium in der Amalienstraße

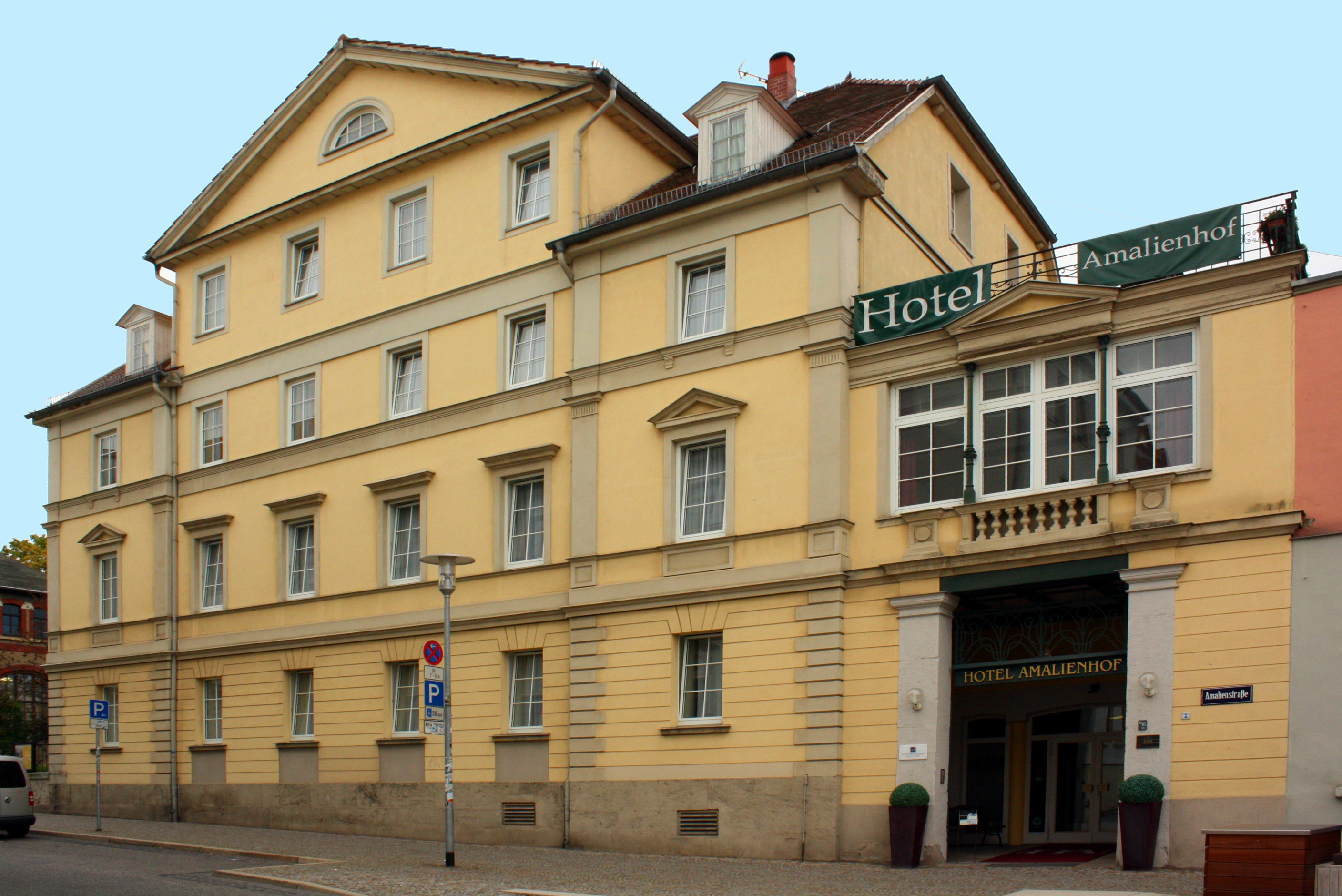
Hotel Amalienhof

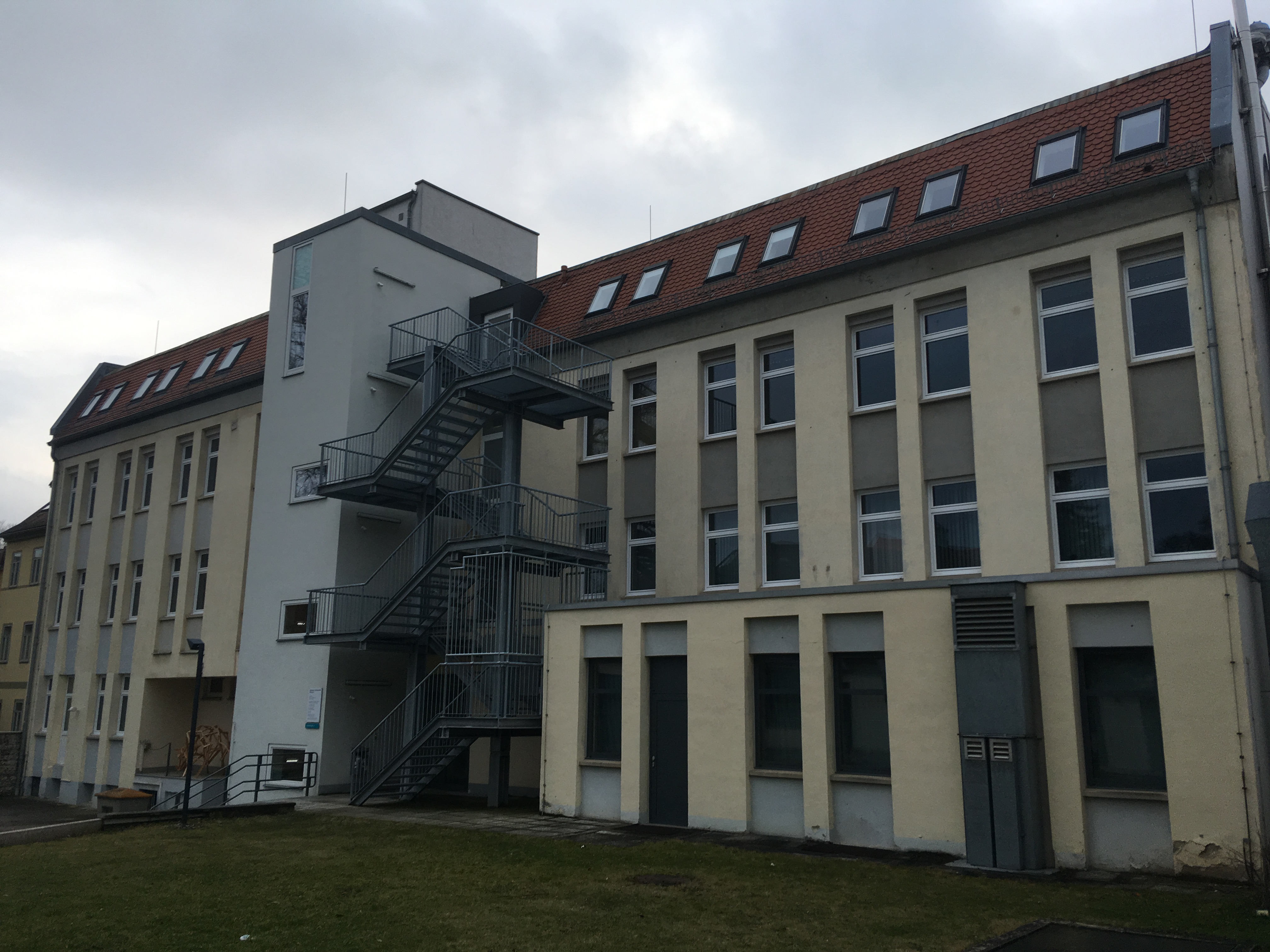
Rückseite des Van-de-Velde-Baus der Bauhaus-Universität

Die Amalienstraße in Weimar liegt zwischen der Steubenstraße und dem Poseckschen Garten in der Westvorstadt.
Sie trägt seit 1876 diesen Namen und hieß zuvor Friedhofsstraße. Benannt wurde sie nach Anna Amalia und der nach ihr benannten Freimaurerloge Anna Amalia zu den drei Rosen, die in der Amalienstraße 5 ihren Sitz hatte. Das Logenhaus wurde im Zweiten Weltkrieg zerstört.
Bis 1938 war die Straße noch um den Bereich der Karl-Haußknecht-Straße länger gewesen. Dieser Bereich wurde am 27. November 1938 umbenannt.
Auch wenn das Museum für Ur- und Frühgeschichte Thüringens unter der Humboldtstraße 11 seine Adresse hat, so ist der Eingang über die Amalienstraße zu vorzuziehen. In der Amalienstraße 4 befindet sich zudem das von Julius Bormann entworfene Goethegymnasium Weimar. Die Rückseite des Van-de-Velde-Baus der Bauhaus-Universität Weimar stößt an die Amalienstraße. In der Amalienstraße 2 befindet sich das Hotel Amalienhof. Das Hotelgebäude ist dem Stil des Klassizismus zuzurechnen. In Richtung Frauenplan ist das Hansa-Haus zu sehen, welches Rudolf Zapfe im Jugendstil entworfen hat.
Teile der Straße stehen auf der Liste der Kulturdenkmale in Weimar (Sachgesamtheiten und Ensembles). Es sind die Nummern 1, 3, 5, 7, 9, 11, 13, 15. Einige andere stehen auf der Liste der Kulturdenkmale in Weimar (Einzeldenkmale). Das sind die Nummern 2, 4, 6, 15, 17. Die Nr. 6. ist das ehemalige Donndorf-Museum.